# Buenavista (Marinduque)
Buenavista ist eine philippinische Stadtgemeinde in der Provinz Marinduque. Sie hat 23.988 Einwohner (Zensus 1. August 2015). Teile des Marinduque Wildlife Sanctuary liegt auf dem Gebiet der Gemeinde.

## Baranggays
Buenavista ist politisch in 15 Baranggays unterteilt.
- Bagacay
- Bagtingon
- Bicas-bicas
- Caigangan
- Daykitin
- Libas
- Malbog
- Sihi
- Timbo (Sanggulong)
- Tungib-Lipata
- Yook
- Barangay I (Pob.)
- Barangay II (Pob.)
- Barangay III (Pob.)
- Barangay IV (Pob.)